# ヤロポルク・ユーリエヴィチ
ヤロポルク・ユーリエヴィチ（ロシア語: Ярополк Юрьевич、生没年不明）は、1190年にピンスク公だった人物である。トゥーロフ公ユーリーとアンナの子。
1190年にオーヴルチ公リューリクがリトアニアへの遠征途上でピンスクに立ち寄った際に結婚式を挙げた、という記述が残されている。ただしその妻や子に関する詳細は不明である。